# Chiniot

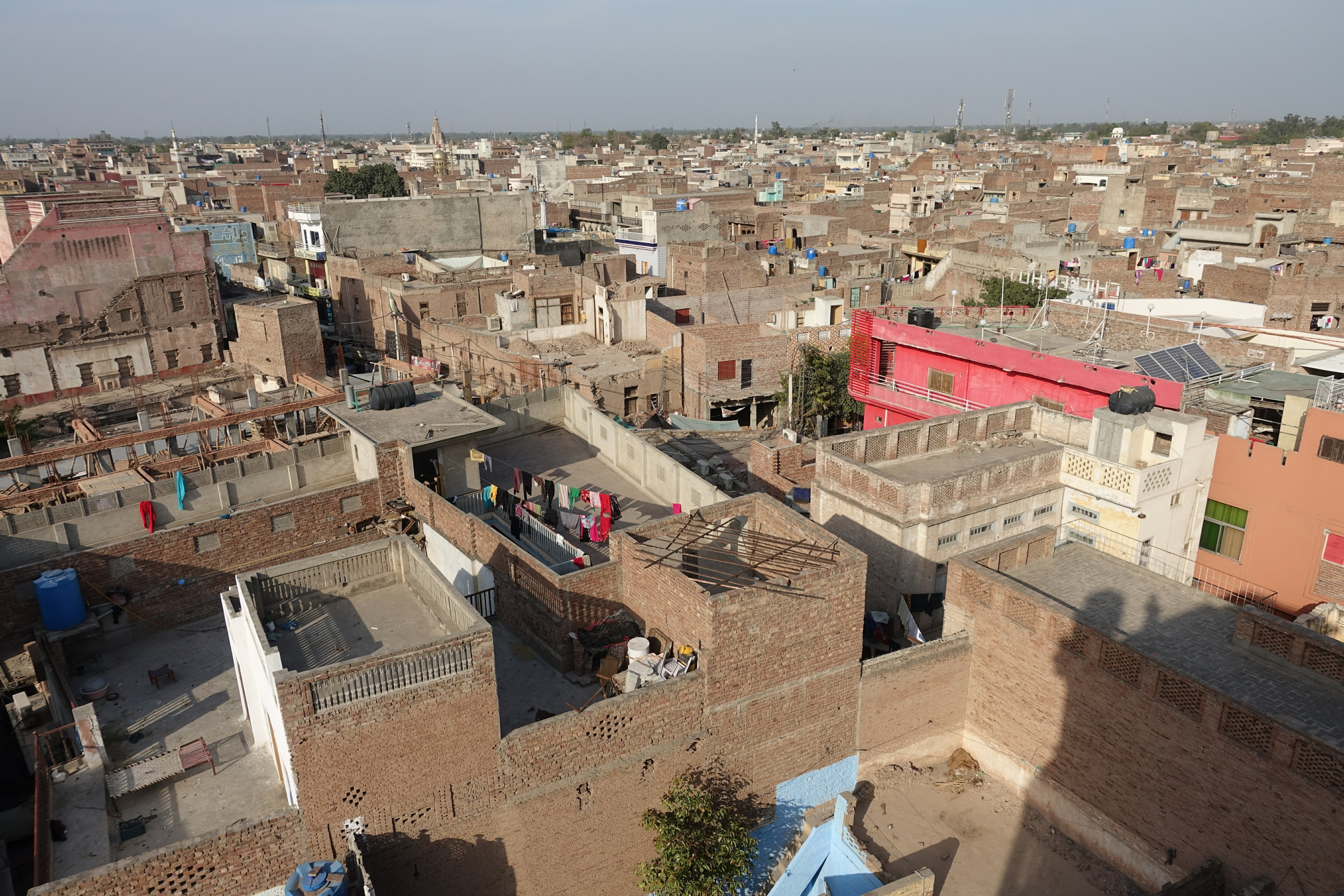
Chiniot, aufgenommen vom Omar Hayat Mahal (2018)

Chiniot (Urdu چنیوٹ) ist eine Stadt im Punjab, Pakistan, am Fluss Chenab. Sie ist Tehsil-Hauptort im Distrikt Jhang. Die Bevölkerung Chiniots liegt laut dem Zensus von 2017 bei 278.747.